# Vallentuna kommun
Vallentuna kommun är en kommun i Stockholms län. Centralort är Vallentuna.
Området består av ett sjörikt sprickdalslandskap. Denna är på höjderna bevuxen med skog medan dalgångar består av uppodlade lerjordar. Närheten till Stockholm präglar det lokala näringslivet. I början av 2020-talet dominerade tjänste- och handelsnäringarna stort. 
Sedan kommunen bildades 1971 har befolkningstrenden varit starkt positiv. Fram till 2020 hade invånarantalet ökat med nästan 300 procent. Efter valen på 2010-talet har kommunen styrts av Alliansen.

## Administrativ historik
Kommunens område motsvarar socknarna: Angarn, Frösunda, Kårsta, Markim, Orkesta, Vada, Vallentuna och Össeby-Garn. I dessa socknar bildades vid kommunreformen 1862 landskommuner med motsvarande namn. 
Vid kommunreformen 1952 sammanlades kommunerna till Vallentuna landskommun och den då bildade Össeby landskommun.
Vallentuna kommun bildades vid kommunreformen 1971 av Vallentuna och Össeby landskommuner.
Kommunen ingick från bildandet till 1977 i Stockholms läns västra domsaga, från 1977 till 2007 i Södra Roslags domsaga och från 2007 i Attunda domsaga.

## Geografi
Kommunen är belägen i de södra delarna av landskapet Uppland och gränsar i norr och nordöst till Norrtälje kommun, i sydöst till Österåkers kommun,  i söder till Täby kommun, i sydväst till Upplands Väsby kommun och i nordväst till Sigtuna kommun, alla i Stockholms län.

### Topografi och hydrografi
I västra delen av kommunen domineras berggrunden av granit medan den östra delen domineras av gnejsgranit med inslag av grönsten. Ett sjörikt sprickdalslandskap präglar området. Denna är på höjderna täckt med morän och bevuxen med skog medan dalgångar består av uppodlade lerjordar.
I östra delen av kommunen finns  Tärnanområdet. Där blandas artrika ängs- och hagmarker med vildmarksliknande skogsområden. Ett vitt förgrenat åsystem förbinder de många sjöarna. Vid exempelvis Angarnssjöängen, nordöst om tätorten Vallentuna, förekommer sankmarker med ett rikt växt- och fågelliv.

### Naturskydd
År 2022 fanns fyra naturreservat i Vallentuna kommun: Angarssjöängen, Exerman-Hersby, Trehörningsskogen och Åttesta.
Angarssjöängen är 565 hektar och bildades 1982. Delar av området är även skyddat enligt Natura 2000. Reservatet består av våtmark, sjö och odlingslandskap och lockar fågelarter som sångsvanar, gäss, tranor, brushanar och grönbenor.
Exerman-Hersby bildades 2003 och är 68 hektar. Området sträcker sig in I Österåkers kommun. Reservatet består av barrskog och sumpskog som skyddats i syfte att "bevara ett för naturvården och vetenskapen värdefullt urskogsliknande naturområde och dess skyddsvärda växt- och djurliv". Ett annat reservat som sträcker sig in i Österåkers kommun är Trehörningsskogen som bildades 2000. Reservatet är en del av ett större område som är klassat som riksintressant för friluftslivet. Det är 179 hektar och består av barrskog, sjö och våtmark.
Åttesta bildades 2012 och är 46,6 hektar. Området utgörs av blandskog och barrskog. Där hittas arter som grynig blåslav och tallticka.

### Administrativ indelning
Fram till 2016 var kommunen för befolkningsrapportering indelad i Vallentuna församling och Össeby församling.

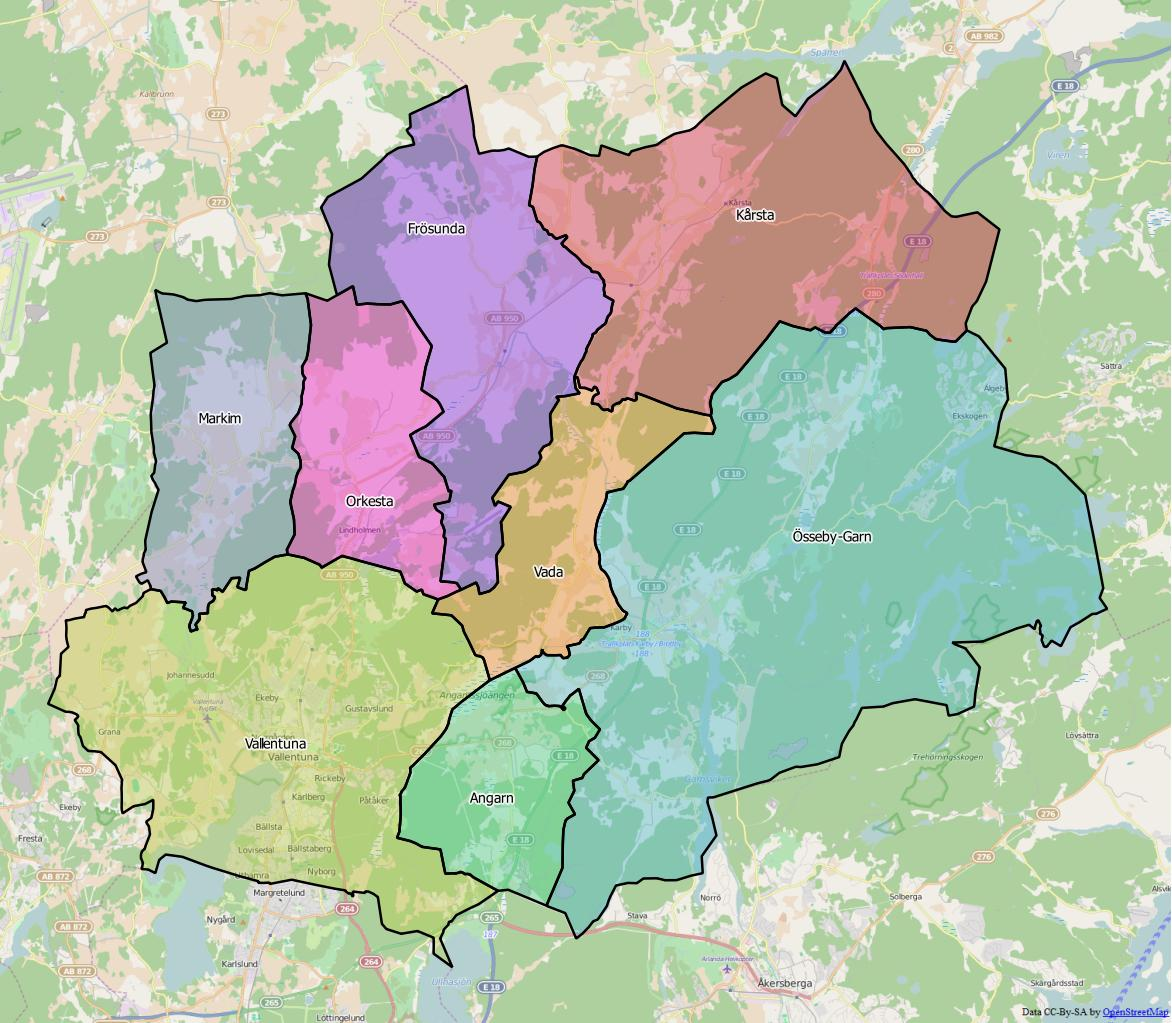
Distrikt (socknar) inom Vallentuna kommun

Från 2016 indelas kommunen istället i åtta  distrikt, vilka motsvarar de tidigare socknarna:

- Angarn
- Frösunda
- Kårsta
- Markim
- Orkesta
- Vada
- Vallentuna
- Össeby-Garn

### Tätorter
År 2020 bodde 84,3 procent av kommunens invånare i någon av kommunens tätorter, vilket var lägre än motsvarande siffra för riket där genomsnittet var 87,6 procent. Vid Statistiska centralbyråns tätortsavgränsning 2020 fanns det åtta tätorter i Vallentuna kommun:
| Tätort                           | Befolkning (2020) |
| -------------------------------- | ----------------- |
| Vallentuna*                      | 25 056            |
| Lindholmen                       | 1 186             |
| Karby                            | 838               |
| Kårsta                           | 513               |
| Ekskogen, Älgeby och Långsjötorp | 347               |
| Johannesudd                      | 306               |
| Ekskogen                         | 263               |
| Brottby                          | 248               |

- Delar av Vallentuna återfinns i Täby  kommun. Befolkningsstatistiken avser den del som återfinns i Vallentuna kommun.

## Styre och politik

### Styre
Mandatperioden 2010–2014 styrdes kommunen av Alliansen, vilka samlade 26 av 41 mandat. Alliansen fortsatte styra även efter valet 2014, då samlade partierna 23 av 41 mandat i kommunfullmäktige.
Efter valet 2018 fick Alliansen 58 procent av rösterna och kunde fortsätta styra i majoritet. Även efter valet 2022 fortsatte Alliansen styra.

### Kommunfullmäktige
Kommunfullmäktige hade fram till valet 2018 41 mandat i kommunfullmäktige. Därefter har kommunfullmäktige 51 mandat.

#### Presidium
| Presidium 2022–2026    | Presidium 2022–2026 | Presidium 2022–2026 |
| ---------------------- | ------------------- | ------------------- |
| Ordförande             | M                   | Ray Idermark        |
| Förste vice ordförande | KD                  | Michel Louis        |
| Andre vice ordförande  | S                   | Kenneth Bylund      |

Källa:

#### Lista över kommunfullmäktiges ordförande
| Namn och parti | Namn och parti       | Period    |
| -------------- | -------------------- | --------- |
| M              | Bengt-Olof Andersson | 1994–1998 |
| M              | Jan Birgersson       | 1998–2004 |
| M              | Bo Ivgren            | 2004–2006 |
| M              | Ray Idermark         | 2006–     |

#### Mandatfördelning 1970–2022
|  | 17 | 9 | 8 | 6 |

| 34 | 7 |

| 2 | 14 | 12 | 6 | 7 |

| 31 | 10 |

| 2 | 13 | 11 | 6 | 9 |

| 30 | 11 |

| 2 | 12 |  | 9 | 5 |  | 11 |

| 26 | 15 |

| 2 | 12 | 2 |  | 8 |  |  | 14 |

| 27 | 14 |

| 2 | 11 | 2 |  | 5 | 4 |  | 15 |

| 28 | 13 |

|  | 10 | 3 | 2 | 5 | 4 |  | 15 |

| 25 | 16 |

|  | 8 | 2 | 2 |  | 3 | 4 | 2 | 18 |

| 24 | 17 |

|  | 11 | 2 | 3 | 4 | 3 |  | 16 |

| 23 | 18 |

| 3 | 9 | 2 |  | 4 | 2 | 4 | 16 |

| 25 | 16 |

| 13 | 2 |  | 4 | 6 | 4 | 11 |

| 26 | 15 |

|  | 9 | 2 |  | 5 | 4 | 3 | 16 |

| 22 | 19 |

|  | 8 | 4 |  |  | 5 | 4 | 2 | 15 |

| 25 | 16 |

|  | 10 | 4 | 3 | 5 | 4 | 2 | 12 |

| 25 | 16 |

|  | 10 | 3 | 7 | 6 | 5 | 3 | 15 |

| 27 | 24 |

|  | 11 |  | 8 | 5 | 4 |  | 17 |

| 28 | 23 |

### Nämnder

#### Kommunstyrelse
| Presidium 2022–2026    | Presidium 2022–2026 | Presidium 2022–2026 |
| ---------------------- | ------------------- | ------------------- |
| Ordförande             | M                   | Johan Skog          |
| Förste vice ordförande | L                   | Ylva Mozis          |
| Andre vice ordförande  | S                   | Jerri Bergström     |

Källa:

#### Lista över kommunstyrelsens ordförande
| Namn och parti | Namn och parti       | Period                       |
| -------------- | -------------------- | ---------------------------- |
| M              | Birgitta Almlöf      | 1994–2002                    |
| M              | Sten- Åke Adlivankin | 2002–2006                    |
| M              | Örjan Lid            | 2006–17 juni 2015            |
| M              | Parisa Liljestrand   | 17 juni 2015–18 oktober 2022 |
| M              | Johan Skog           | 14 november 2022–            |

#### Övriga nämnder
| Nämnd                          | Ordförande | Ordförande                 | Vice ordförande | Vice ordförande   | Andre vice ordförande | Andre vice ordförande |
| ------------------------------ | ---------- | -------------------------- | --------------- | ----------------- | --------------------- | --------------------- |
| Bygg- och miljötillsynsnämnden | M          | Elwe Nilsson               | C               | Caroline Lindgren | S                     | Sven-Olof Ekström     |
| Barn- och ungdomsnämnden       | M          | Camilla Blacker Wallinsson | KD              | Per Forssberg     | S                     | Sara Rudeberg         |
| Fritidsnämnden                 | L          | Ylva Mozis                 | M               | Tommy Schiött     | S                     | Salam Bashi           |
| Kulturnämnden                  | M          | Lars Vargö                 | L               | Erik Ideström     | S                     | Elin Asplund          |
| Socialnämnden                  | C          | John Droguett              | M               | Anna Frisell      | S                     | Ann-Louise Vintberger |
| Utbildningsnämmden             | L          | Jessica Johnson            | M               | Lars Åsberg       | S                     | Eva Asplund           |
| Valnämnden                     | KD         | Sofie Adlerz               | M               | Alexandra Herlin  | S                     | Ann-Louise Vintberger |
| Krisledningsnämnden            | M          | Johan Skog                 | L               | Ylva Mozis        | S                     | Jerri Bergström       |

Källa:

## Ekonomi och infrastruktur

### Näringsliv
Närheten till Stockholm präglar det lokala näringslivet. I början av 2020-talet stod tillverkningsindustrin för cirka sex procent av sysselsättningen i kommunen och tjänste- och handelsnäringarna dominerade stort. År 2020 var den största privata arbetsgivaren Nära AB med 325 anställda. Den största arbetsgivaren var dock kommunen med 1 550 årsarbetande.
Kommunen har ett stort negativt pendlingsnetto.

### Infrastruktur

#### Transporter
Från söder mot nordöst genomkorsas kommunen av E18 varifrån länsväg 268 tar av åt öster vid Karby. Järnvägen Roslagsbanan har en västligare sträckning i nord-sydlig riktning. Den trafikeras av Storstockholms Lokaltrafik med stopp vid Kragstalund, Bällsta, Vallentuna, Ormsta, Molnby, Lindholmen, Frösunda, Ekskogen och Kårsta (ändstation).

#### Utbildning
År 2022 fanns 14 grundskolor i kommunen varav fem var fristående. Samtidigt fanns två gymnasieskolor, det kommunala Vallentuna gymnasium och det fristående Ikasus som riktar sig till elever i behov av särskilt stöd.

## Befolkning

### Demografi

#### Befolkningsutveckling
Kommunen har 35 174 invånare (31 mars 2025), vilket placerar den på 74:e plats avseende folkmängd bland Sveriges kommuner.
| Befolkningsutvecklingen i Vallentuna kommun 1970–2020 | Befolkningsutvecklingen i Vallentuna kommun 1970–2020 | Befolkningsutvecklingen i Vallentuna kommun 1970–2020 | Befolkningsutvecklingen i Vallentuna kommun 1970–2020 | Befolkningsutvecklingen i Vallentuna kommun 1970–2020 |
| ----------------------------------------------------- | ----------------------------------------------------- | ----------------------------------------------------- | ----------------------------------------------------- | ----------------------------------------------------- |
|                                                       |                                                       |                                                       |                                                       |                                                       |
| År                                                    |                                                       |                                                       | Folkmängd                                             |                                                       |
| 1970                                                  | 1970                                                  |                                                       | 12 711                                                |                                                       |
| 1975                                                  | 1975                                                  |                                                       | 14 886                                                |                                                       |
| 1980                                                  | 1980                                                  |                                                       | 17 603                                                |                                                       |
| 1985                                                  | 1985                                                  |                                                       | 19 511                                                |                                                       |
| 1990                                                  | 1990                                                  |                                                       | 22 186                                                |                                                       |
| 1995                                                  | 1995                                                  |                                                       | 23 457                                                |                                                       |
| 2000                                                  | 2000                                                  |                                                       | 25 228                                                |                                                       |
| 2005                                                  | 2005                                                  |                                                       | 27 397                                                |                                                       |
| 2010                                                  | 2010                                                  |                                                       | 30 114                                                |                                                       |
| 2015                                                  | 2015                                                  |                                                       | 32 380                                                |                                                       |
| 2020                                                  | 2020                                                  |                                                       | 34 119                                                |                                                       |

#### Utländsk bakgrund
Den 31 december 2018 utgjorde antalet invånare med utländsk bakgrund (utrikes födda personer samt inrikes födda med två utrikes födda föräldrar) 6 235, eller 18,65 % av befolkningen (hela befolkningen: 33 432 den 31 december 2018). Den 31 december 2002 utgjorde antalet invånare med utländsk bakgrund enligt samma definition 3 458, eller 13,35 % av befolkningen (hela befolkningen: 25 905 den 31 december 2002).

#### Invånare efter de vanligaste födelseländerna
Följande länder är de 10 vanligaste födelseländerna för befolkningen i Vallentuna kommun.
| Nr | Födelseland    | Antal  | Andel (%) | Andel i hela riket |
| -- | -------------- | ------ | --------- | ------------------ |
| 1  | Sverige        | 29 130 | 83,58     | 79,61              |
| 2  | Finland        | 551    | 1,58      | 1,26               |
| 3  | Polen          | 492    | 1,41      | 0,94               |
| 4  | Iran           | 375    | 1,08      | 0,81               |
| 5  | Irak           | 303    | 0,87      | 1,40               |
| 6  | Tyskland       | 208    | 0,60      | 0,53               |
| 7  | Litauen        | 203    | 0,58      | 0,17               |
| 8  | Thailand       | 193    | 0,55      | 0,43               |
| 9  | Kina           | 173    | 0,50      | 0,37               |
| 10 | Storbritannien | 155    | 0,44      | 0,31               |

## Kultur

### Kulturarv
Runt Vallentunasjön finns världens runrikaste bygd, även kallad Runriket. Området sträcker sig även in i Täby kommun och längs vägen finns kulturarv som Gullbron, Vallentuna kyrka och Arkils tingstad. På Vada sjökullar finns Vada medeltidskyrka. Intill ligger tre gravhögar på rad som kan liknas vid de i Gamla Uppsala. Dessutom finns där drygt 100 gravar inom det gravfält från järnåldern där gravarna ligger. På Vasakullen finns ett minnessten från 1866. Detta i närheten av ruinen efter den befästa medeltida sätesgården där man tror att Gustav Vasa föddes.

### Kommunvapen
Blasonering: Sköld delad av silver, vari en röd örn, och av grönt, vari en bila av guld mellan två sexuddiga stjärnor, likaledes av guld.
Vapnet skapades efter sammanläggningen 1952. Symbolerna hämtades ur Vallentuna och Seminghundra häraders sigill. Vid nybildningen 1971 tillfördes ytterligare församlingar, men vapnet ändrades inte.